# Evert V Korff
Evert V Korff ook bekend als Evert Korff zu Harkotten (ca. 1375 - ca. 1459) heer op West Harkotten en het Gut Wittenberg voorts was hij Burgmann zu Iburg. Hij was een zoon van Hermann Korff heer van Harkotten en Mechthild van Altena (ca. 1350-).
In 1426 wordt Evert beleend met West Harkotten, zijn broer Hendrik krijgt Oost Harkotten en noemt zich vanaf dien Korff-Schmising. In 1615 sterft de familie Korff-Schmising in mannelijk lijn uit. De erfdochter Christina van Korff-Schmising trouwde met Goswin Kettler zu Middelburg. Vanaf dat moment leefden er op Harkotten de vrijheren von Kettler en die van Korff-Harkotten.
Hij trouwde ca. 1410 met Frederun Kettler. Zij was een op Neu-Assen geboren dochter van Rutger III Ketteler heer van Assen, Mellrich en Hovestadt (1346-1418) en Friderana van Altena (1360-1385).
Uit zijn huwelijk zijn de volgende kinderen geboren:
- Hermann III Korff zu Harkotten (ca. 1410-). Hij trouwde met Agnes von Bevern.
- Rutger Korff zu Harkotten (ca. 1413-)
- Otto Korff zu Harkotten (ca. 1415-1494)
- Heinrich Korff zu Harkotten (ca. 1422-1494)
- Evert VI Korff zu Harkotten] (ca. 1425-)
- Dietrich Korff zu Harkotten (ca. 1428-)
- Sophia Korff zu Harkotten (1430-)
- Helena Korff zu Harkotten (1438-). Zij trouwde met Gerd Conrad Kettler zu Alt-Assen

Evert en Frederun kopen in 1442 het Huis en Hof Wittenberg. 